# Vucht
Vucht is een dorp en deelgemeente van de Belgische gemeente Maasmechelen in de provincie Limburg, het was een zelfstandige gemeente tot aan de gemeentelijke herindeling van 1971.

## Toponymie
De naam Vucht betekent: vochtige plaats.

## Geschiedenis
Reeds in de Romeinse tijd was er bewoning op deze plaats, die is gelegen tussen de Maas en de heerbaan van Tongeren naar Nijmegen. De Maas lag vanouds dicht bij de huidige kom van Vucht, maar ze schoof in de loop der eeuwen steeds verder naar het oosten op. In de middeleeuwen was Vucht eigendom van het kapittel van de Sint-Lambertuskathedraal te Luik.
Vanaf de Karolingische tijd behoorde Vucht tot de parochie van Mulheim, daarna tot die van Eisden. Vanaf omstreeks 1100 bezat Vucht een kapel die aan de Heilige Remigius was gewijd. Pas in 1834 werd Vucht verheven tot zelfstandige parochie.
De bevolking leefde vooral van de landbouw. In de dorpskern bij het vruchtbare poldergebied bij de Maas liggen nog steeds typische Maaslandse boerderijen. Het westelijk deel van het grondgebied bestond uit heide, in 1844 was dit 38% van de oppervlakte van de gemeente. Rond 1820 werd de Zuid-Willemsvaart aangelegd, waardoor dit heidegebied min of meer afgesneden kwam te liggen van het dorp. In de eerste helft van de 19e eeuw werd ook nog de Rijksweg van Tongeren naar Maaseik aangelegd, parallel aan het kanaal.
Een grote verandering voor de kleine gemeente werd de komst van de steenkoolmijn van Eisden. Er kwamen aanvankelijk vooral Italiaanse mijnwerkersgezinnen in Vucht wonen. Om hen te huisvesten werden in het heidegebied woonwijken gebouwd als Vucht-Tuinwijk, Mariaheide en Berensheuvel. Dit zorgde voor een snelle aangroei van het aantal inwoners, op een bepaald ogenblik telde Vucht meer Italiaanse inwoners dan Belgen.
Omstreeks 1955 werd in Mariaheide de modernistische Maagd der Armenkerk gebouwd, ontworpen door architect Erens, waar nog steeds erediensten plaatsvinden in het Italiaans en het Pools.

## Demografische ontwikkeling
- Bronnen:NIS, Opm:1831 tot en met 1961=volkstellingen

## Bezienswaardigheden
- De Sint-Remigiuskerk, een neoclassicistisch kerkgebouw uit 1841
- De Maagd der Armenkerk
- Maaskruis, uit de 19e eeuw, aan de H. Vrankenstraat
- Monument Messerschmitt Bf 108: Op 10 januari 1940 moest de Messerschmitt Bf 108 bestuurd door majoor Erich Höhnmann en zijn metgezel majoor Helmut Reinberger hier een noodlanding maken. Aan boord waren de plannen voor Fall Gelb. Op de plaats waar het vliegtuig neerkwam werd in de jaren 1960 een herdenkingsmuur geplaatst. Die werd in 2005 vervangen door een zuil van kunstenaar Rik Bloemen en in 2006 aangevuld met informatieborden en de contouren van het vliegtuig in een grasperk
- Vuchter Jud, een beeld dat de bijnaam van de inwoners van Vucht illustreert: de judden (treiteraars)

## Natuur en landschap
Vucht ligt tussen de Maas en de Zuid-Willemsvaart, in het dal van de Maas, op een hoogte van ongeveer 43 meter. Ten zuiden van Vucht bevindt zich het natuurgebied Maaswinkel.

## Nabijgelegen kernen
Eisden, Mechelen-aan-de-Maas

## Galerij

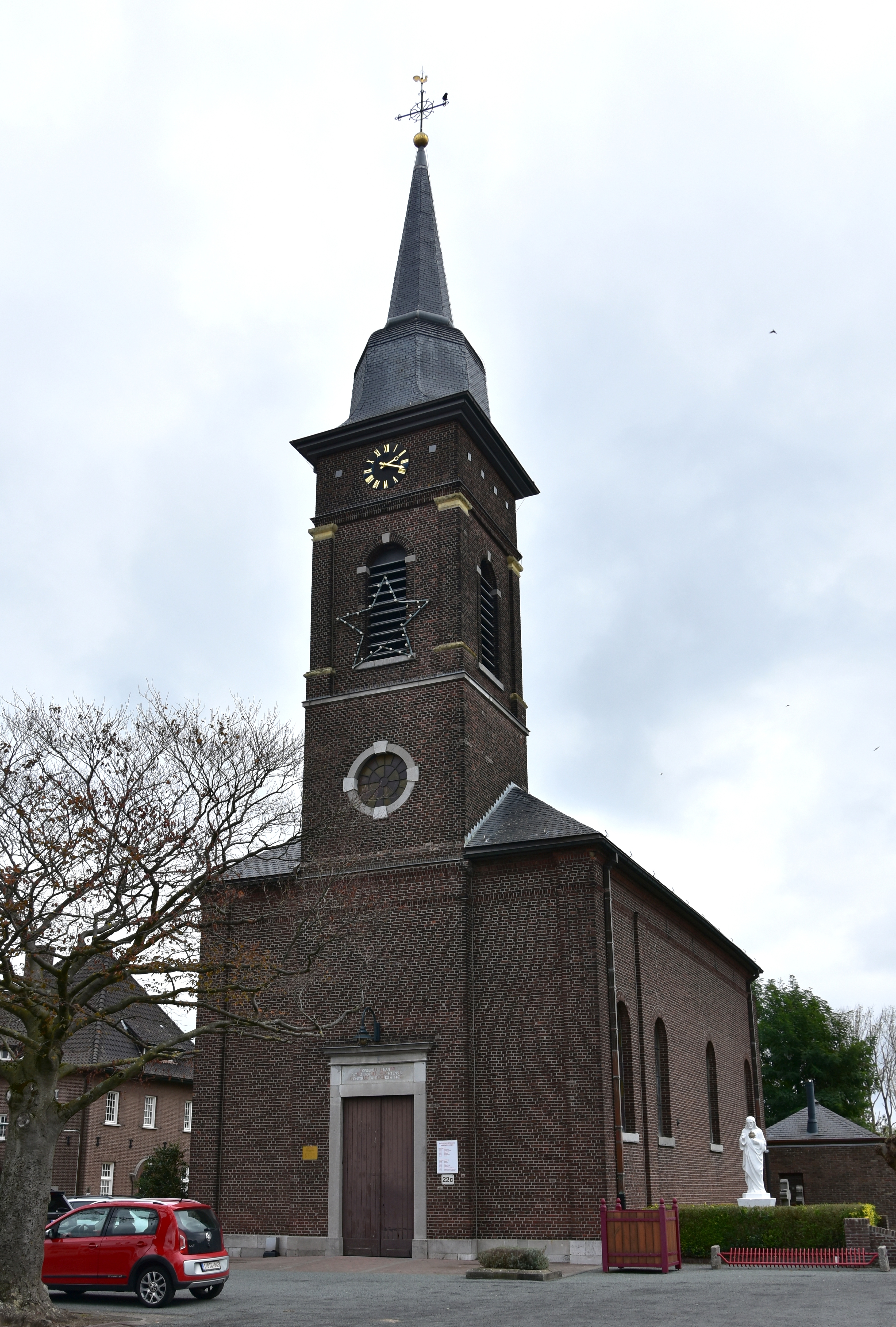
De Sint-Remigiuskerk
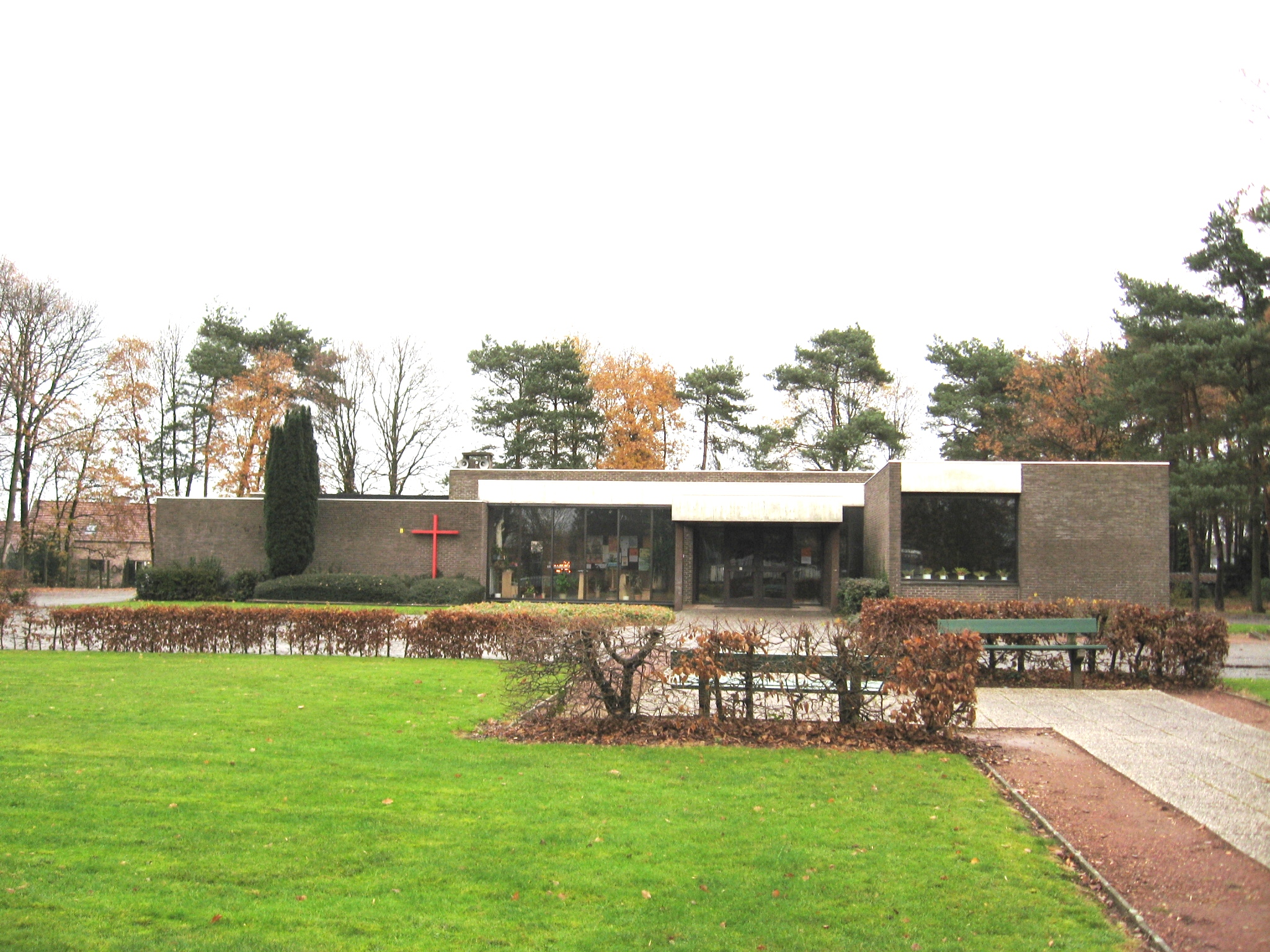
Maagd der Armenkerk
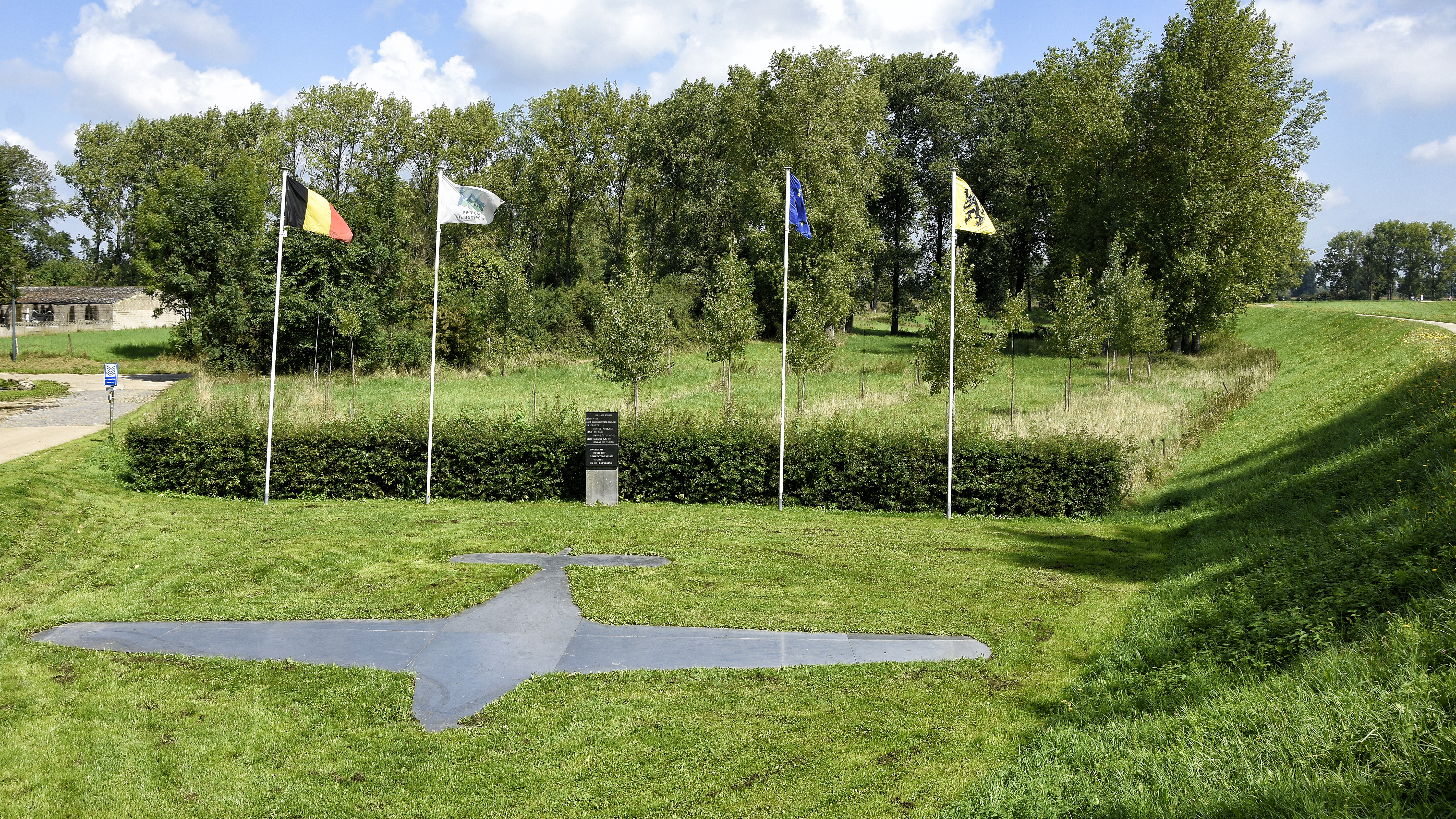
Monument Messerschmidt Bf 108
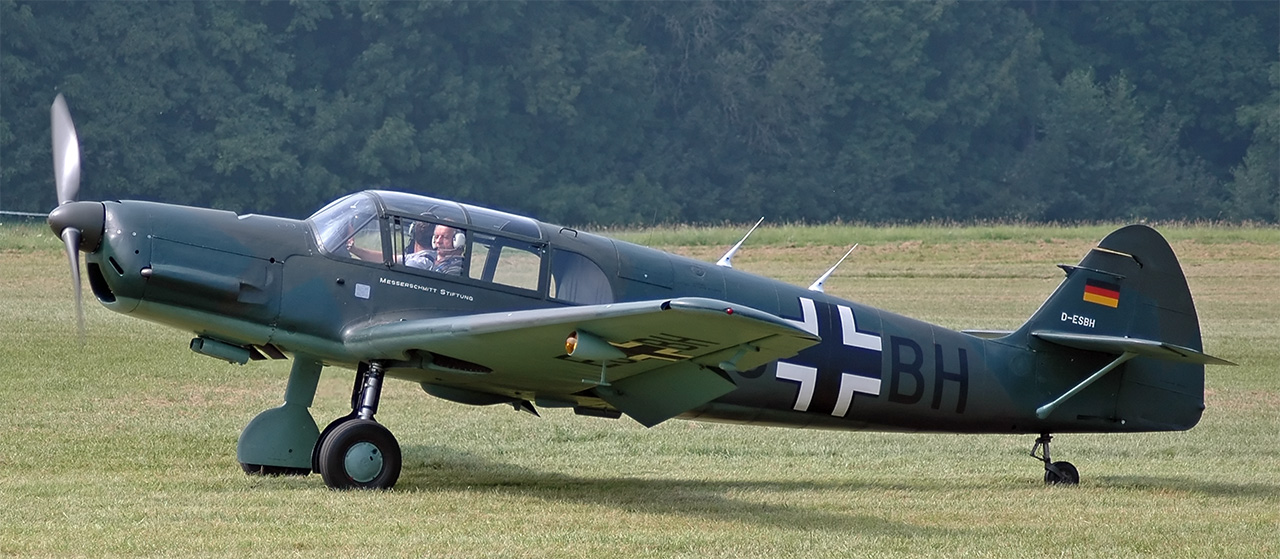
Een Messerschmidt Bf 108
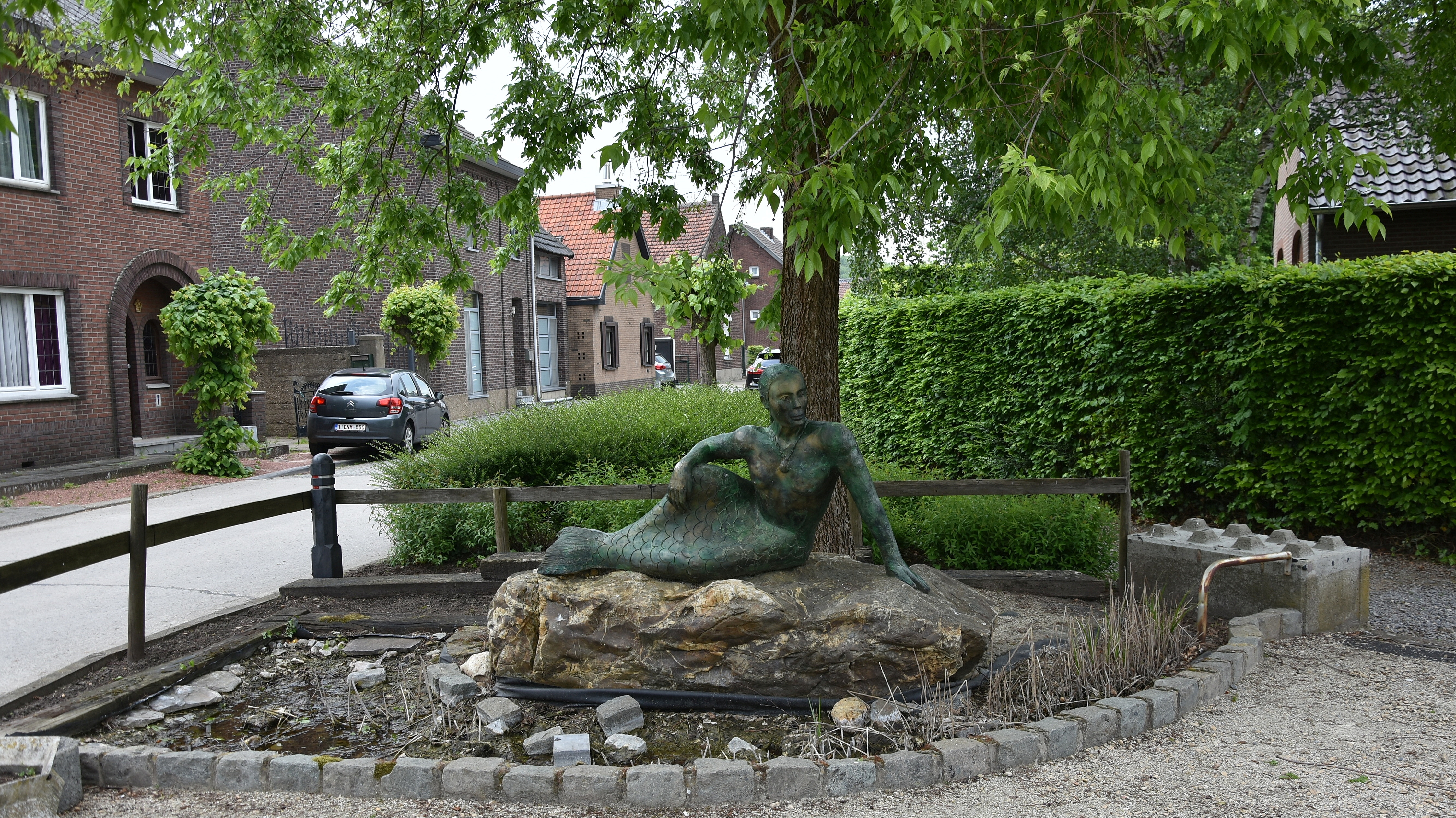
Vuchter Jud (Eliane van Oijen)

Deelgemeenten: Boorsem · Eisden (Dorp · Tuinwijk) · Leut · Mechelen-aan-de-Maas · Meeswijk · Opgrimbie · Uikhoven · Vucht

Overige kern: Kotem

Belgische gemeenten · Arrondissement Tongeren · Limburg · Vlaanderen